# 三陸鉄道36-700形気動車
三陸鉄道36-700形気動車（さんりくてつどうさんりく700がたきどうしゃ）は、三陸鉄道の普通列車用気動車である。

## 概要
製造会社は新潟トランシスであり、三陸鉄道では初の簡易バリアフリー車両でもある。
2011年（平成23年）3月11日に発生した東北地方太平洋沖地震（東日本大震災）の影響で、三陸鉄道南リアス線盛駅に留置されていた車両が津波により廃車となったのに伴い、その代替として3両（36-701〜703）が新造導入された。2013年（平成25年）4月3日に、盛 - 吉浜間の営業運転再開とともに運用を開始した。この3両は導入にあたりクウェート国からの支援を受けており、車両側面にクウェート国への感謝の言葉がアラビア語・英語・日本語で書かれている。バリアフリー対応の洋式トイレが設置してある。
さらに2014年（平成26年）4月の全線運転再開に伴い、北リアス線向けに3両（36-704〜706）を新造導入した。
2018年（平成30年）11月と2019年（平成31年）3月の2回に分け、JR山田線の引継によるリアス線延伸用として増備車が8両（36-711〜718）導入され、総数14両となっている。

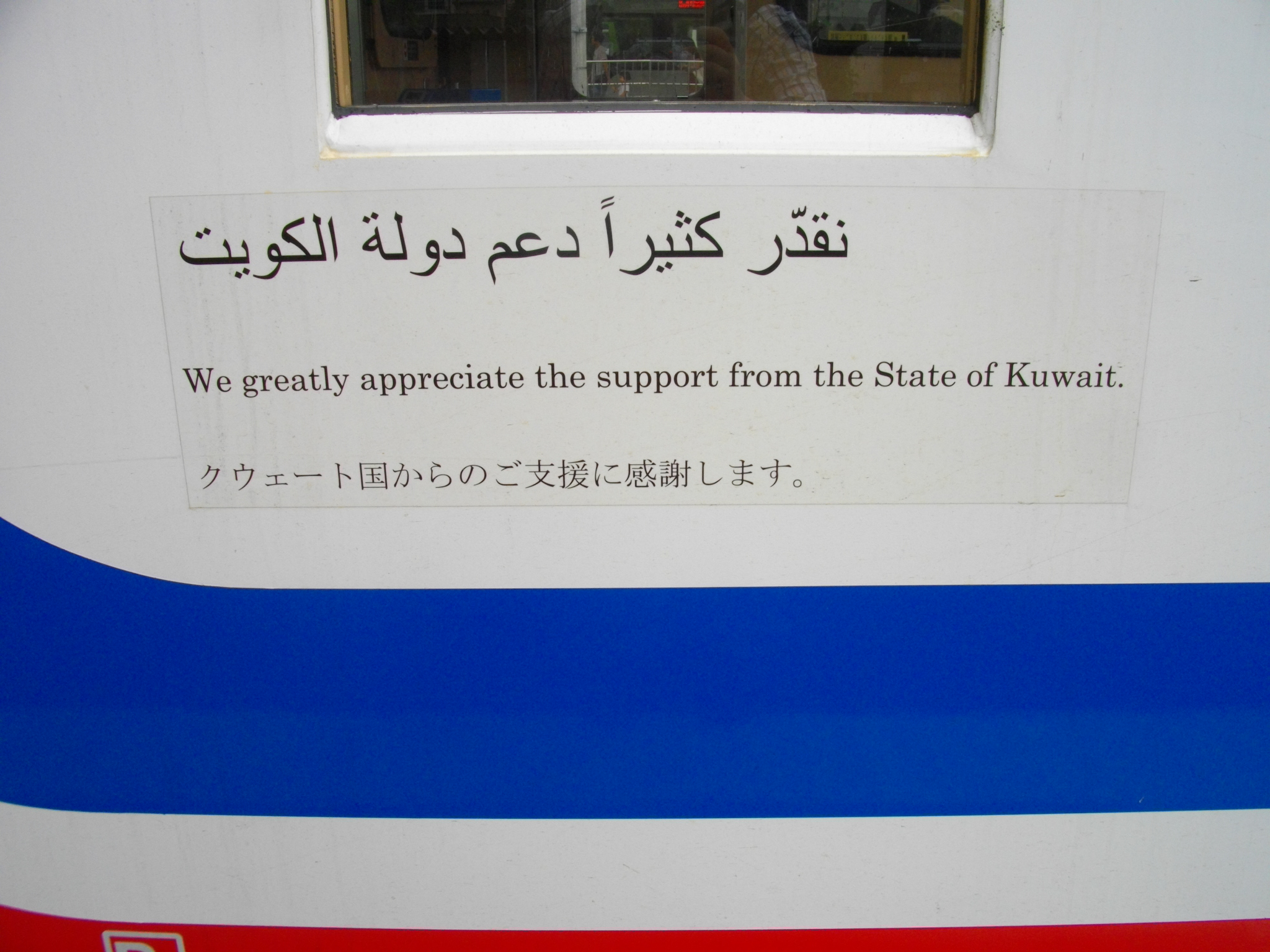
車両側面にあるアラビア語・英語・日本語の感謝文